# Teramnus labialis
Teramnus labialis är en ärtväxtart som först beskrevs av Carl von Linné d.y., och fick sitt nu gällande namn av Spreng.. Teramnus labialis ingår i släktet Teramnus och familjen ärtväxter.

## Underarter
Arten delas in i följande underarter:
- T. l. arabicus
- T. l. labialis